# Valle de Kocani
El Valle de Kocani (en macedonio: Кочанска котлина) se encuentra a lo largo del río de Bregalnica en la parte oriental de Macedonia del Norte, en la latitud de 41° 55' N y longitud 22 ° y 25' E. Cubre un área de 1.020 km² y se extiende a ambos lados de Bregalnica, de oeste-suroeste a este-noreste, con una longitud de 26 km.
El Fondo del valle, es decir, su parte plana cubre un área de 115 km ². El punto más bajo está en la parte occidental, donde el río Zletovska desemboca en Bregalnica, que tiene una altitud de 290 metros.